# University of Missouri
University of Missouri (skrótowo: Mizzou) – amerykańska uczelnia publiczna w mieście Columbia w stanie Missouri.
Placówkę założono 11 lutego 1839 i była ona pierwszą uczelnią publiczną na zachód od rzeki Missisipi. W 1962, dla odróżnienia od pozostałych uczelni z zespołu uniwersytetów stanowych (University of Missouri System), nazwę University of Missouri oficjalnie zmieniono na University of Missouri-Columbia.
Instytucja posiada 19 wydziałów. Jesienią 2016 liczba studentów wynosiła 32 777. W 2017 r. w rankingu amerykańskich uniwersytetów uczelnia uplasowała się na 111. pozycji.
Uczelniane drużyny sportowe noszą nazwę Missouri Tigers i występują w NCAA Division I. Uczelnia zdobyła dwa tytuły mistrzowskie NCAA: w baseballu (1954) i lekkoatletyce (1965).